# Miwa Harimoto
Miwa Harimoto (en japonés: 張本美和, Harimoto Miwa; Sendai, 16 de junio de 2008) es una deportista japonesa que compite en tenis de mesa.
Participó en los Juegos Olímpicos de París 2024, obteniendo una medalla de plata en la prueba de equipo. Ganó dos medallas en el Campeonato Mundial de Tenis de Mesa, en los años 2024 y 2025.

## Palmarés internacional
| Juegos Olímpicos   | Juegos Olímpicos      | Juegos Olímpicos  | Juegos Olímpicos |
| Año                | Lugar                 | Medalla           | Prueba           |
| ------------------ | --------------------- | ----------------- | ---------------- |
| 2024               | París (Francia)       | Medalla de plata  | Equipo           |
| Campeonato Mundial |                       |                   |                  |
| Año                | Lugar                 | Medalla           | Prueba           |
| 2024               | Busan (Corea del Sur) | Medalla de plata  | Equipo           |
| 2025               | Doha (Catar)          | Medalla de bronce | Dobles           |